# Apeadeiro de Brunheda

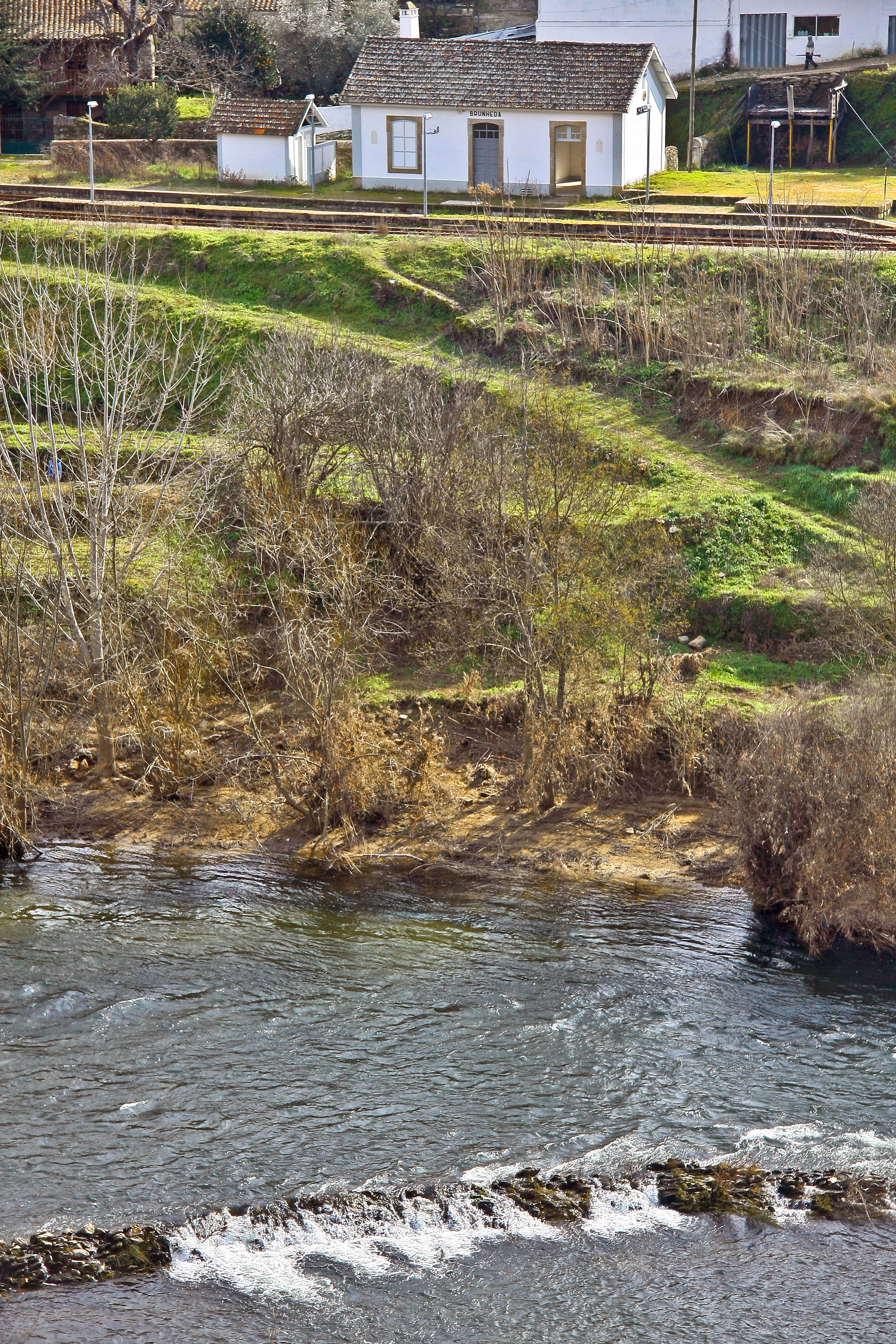
Apeadeiro de Brunheda, em 2010.

O Apeadeiro de Brunheda, originalmente classificado como estação, é uma gare encerrada da Linha do Tua, que servia a aldeia de Brunheda, no concelho de Carrazeda de Ansiães, em Portugal.

## História

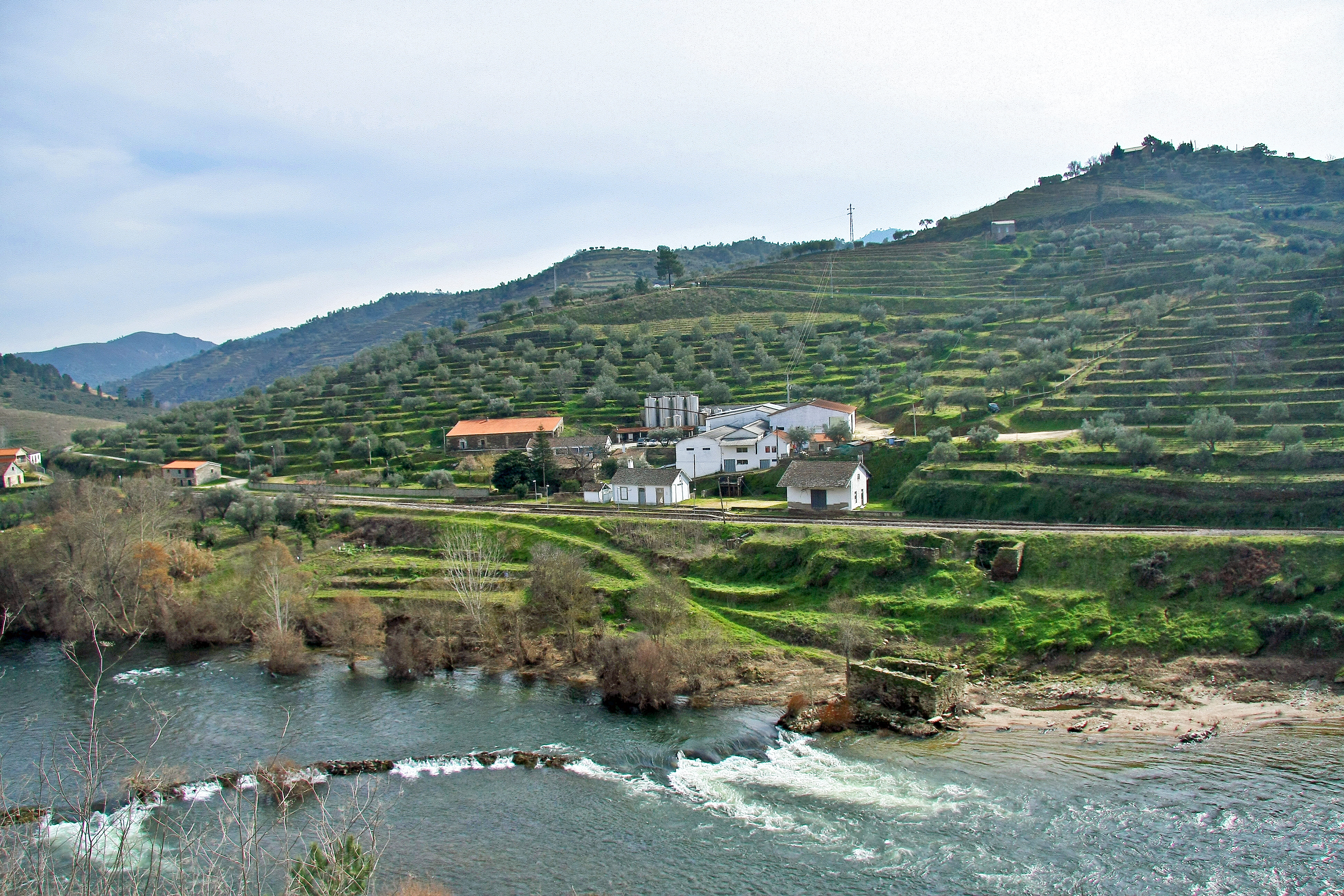
Apeadeiro de Brunheda, em 2010.

Esta interface encontra-se no lanço da Linha do Tua entre Tua e Mirandela, que abriu à exploração em 29 de Setembro de 1887. O edifício de passageiros situava-se do lado direito da via ascendente (sentido Bragança).

Em 2008, foi encerrada a circulação ferroviária no troço entre Tua e Cachão, após um acidente. A operadora Comboios de Portugal organizou um serviço de táxis para substituição dos comboios, que serve a localidade de Brunheda.
| Urban head station |

| Urban station on track |

| Urban stop on track |

| Urban stop on track |

| Urban stop on track |

| Urban station on track |

| Urban end station, unused through track |

| Unknown route-map component "uexHST" |

| Unknown route-map component "uexHST" |

| Unknown route-map component "exSTR_steel" + Unknown route-map component "uexKBHFe" |

| Unknown route-map component "exBHF_steel" |

| Unknown route-map component "exHST_steel" |

| Unknown route-map component "exBHF_steel" |

| Unknown route-map component "exHST_steel" |

| Unknown route-map component "exBHF_steel" |

| Unknown route-map component "exHST_steel" |

| Unknown route-map component "exHST_steel" |

| Unknown route-map component "exBHF_steel" |

| Unknown route-map component "exHST_steel" |

| Unknown route-map component "exHST_steel" |

| Unknown route-map component "exKBHFe_steel" |

| Unknown route-map component "ex-STRq_steel" |

| Legenda:       |
| 2001-2008 (MM) |

| Unknown route-map component "uxvSTRq" |

| 2001-2018 (MM) |
| 1995-2018 (MM) |

| Urban head station |

| Urban station on track |

| Urban stop on track |

| Urban stop on track |

| Urban stop on track |

| Urban station on track |

| Urban end station, unused through track |

| Unknown route-map component "uexHST" |

| Unknown route-map component "uexHST" |

| Unknown route-map component "exSTR_steel" + Unknown route-map component "uexKBHFe" |

| Unknown route-map component "exBHF_steel" |

| Unknown route-map component "exHST_steel" |

| Unknown route-map component "exBHF_steel" |

| Unknown route-map component "exHST_steel" |

| Unknown route-map component "exBHF_steel" |

| Unknown route-map component "exHST_steel" |

| Unknown route-map component "exHST_steel" |

| Unknown route-map component "exBHF_steel" |

| Unknown route-map component "exHST_steel" |

| Unknown route-map component "exHST_steel" |

| Unknown route-map component "exKBHFe_steel" |

| Unknown route-map component "ex-STRq_steel" |

| Legenda:       |
| 2001-2008 (MM) |

| Unknown route-map component "uxvSTRq" |

| 2001-2018 (MM) |
| 1995-2018 (MM) |

| Urban head station |

| Urban station on track |

| Urban stop on track |

| Urban stop on track |

| Urban stop on track |

| Urban station on track |

| Urban end station, unused through track |

| Unknown route-map component "uexHST" |

| Unknown route-map component "uexHST" |

| Unknown route-map component "exSTR_steel" + Unknown route-map component "uexKBHFe" |

| Unknown route-map component "exBHF_steel" |

| Unknown route-map component "exHST_steel" |

| Unknown route-map component "exBHF_steel" |

| Unknown route-map component "exHST_steel" |

| Unknown route-map component "exBHF_steel" |

| Unknown route-map component "exHST_steel" |

| Unknown route-map component "exHST_steel" |

| Unknown route-map component "exBHF_steel" |

| Unknown route-map component "exHST_steel" |

| Unknown route-map component "exHST_steel" |

| Unknown route-map component "exKBHFe_steel" |

| Unknown route-map component "ex-STRq_steel" |

| Legenda:       |
| 2001-2008 (MM) |

| Unknown route-map component "uxvSTRq" |

| 2001-2018 (MM) |
| 1995-2018 (MM) |

| Urban head station |

| Urban station on track |

| Urban stop on track |

| Urban stop on track |

| Urban stop on track |

| Urban station on track |

| Urban end station, unused through track |

| Unknown route-map component "uexHST" |

| Unknown route-map component "uexHST" |

| Unknown route-map component "exSTR_steel" + Unknown route-map component "uexKBHFe" |

| Unknown route-map component "exBHF_steel" |

| Unknown route-map component "exHST_steel" |

| Unknown route-map component "exBHF_steel" |

| Unknown route-map component "exHST_steel" |

| Unknown route-map component "exBHF_steel" |

| Unknown route-map component "exHST_steel" |

| Unknown route-map component "exHST_steel" |

| Unknown route-map component "exBHF_steel" |

| Unknown route-map component "exHST_steel" |

| Unknown route-map component "exHST_steel" |

| Unknown route-map component "exKBHFe_steel" |

| Unknown route-map component "ex-STRq_steel" |

| Legenda:       |
| 2001-2008 (MM) |

| Unknown route-map component "uxvSTRq" |

| 2001-2018 (MM) |
| 1995-2018 (MM) |